# Andinsk katt
Andinsk katt eller andinsk bergskatt (Leopardus jacobita eller Leopardus jacobitus) är en kattart som lever i Anderna. Den är ungefär lika stor som en tamkatt, men har längre och yvigare svans. Svansen är randad.
Den andinska katten (även kallad andinsk höglandskatt eller bergskatt) beskrevs första gången 1865. Dess existens bevisades dock inte förrän 115 år senare, år 1980, då katten fotograferades av två forskare. Man vet fortfarande mycket litet om katten, men den närmaste släktingen tros vara ozeloten.

## Utseende
Den andinska katten är något större än tamkatten och väger cirka 4 kg. Kroppen är normalt mellan 60 och 75 cm lång och svansen mellan 35 och 45 cm. Pälsen är tjock, upp till 4 cm lång och i regel askgrå med roströda prickar. Magen är blekt silverfärgad eller har en rödgrå färg som skiftar mot vitt. Kattens svans är lång och ger bra balans i de branta bergen. Den är också ringad med 5 till 8 mörka band.

## Utbredning och habitat
Som namnet antyder lever den andinska katten i bergskedjan Anderna i Sydamerika samt i Patagonien söder om bergskedjan. Utbredningsområdet sträcker sig över gränserna till Argentina, Bolivia, Chile och Peru. Katten är vanligast upp till 3 600 meters höjd, men har observerats på höjder över 4 400 m ö.h. Klimatet på dessa höjder är kallt och torrt. Eftersom inga träd kan växa är det också mycket blåsigt.
Den andinska katten är ett av de fem kattdjur i världen som anses mest utrotningshotade. Man vet dock inte exakt hur många som finns kvar; de senaste 25 åren har djuret endast observerats ett tiotal gånger. Det finns flera anledningar till att arten är hotad. Eftersom katterna lever i ett ogynnsamt klimat är de av naturen få. Samtidigt har stora delar av deras habitat försvunnit. En annan bidragande faktor är att katterna dödas av lokalbefolkningen som vill skydda sina tamdjur, enligt tradition anses det även ge tur att döda en andisk katt.

## Levnadssätt
Man vet mycket litet om den andinska katten eftersom den lever mycket avsides. Det mesta tyder dock på att katterna lever ensamma, med undantag för under parningssäsongen då de tillfälligt lever i par. Den vanligaste födan är fåglar, reptiler, viscachor, chinchillor, och andra smågnagare. Det finns inga tecken på att den andinska katten någonsin har använts som husdjur.

## Taxonomi
Artens taxonomi har nyligen omvärderats. Den fördes tidigare till släktet Oreailurus, men IUCN SSC Cat Specialist Group har, baserat på genetisk analys, föreslagit det nya (och numera accepterade) namnet Leopardus.